# Hessed Mufla
Pour les articles homonymes, voir Amazing Grace (homonymie).
Pour plus de détails, voir Fiche technique et Distribution.
Hessed Mufla (חסד מופלא) est un film israélien d'Amos Guttman (en) de 1992.
Avec le sida en arrière-plan, le film montre deux familles, chacune avec un fils gay.
Il remporte le Festival du film gay et lesbien de Turin de 1993 à égalité avec Pour un soldat perdu.

## Fiche technique
- Titre : Hessed Mufla
- Titre original : חסד מופלא
- Titre anglais : Amazing Grace
- Réalisation : Amos Guttman
- Scénario : Amos Guttman
- Musique : Arkadi Duchin
- Photographie : Yoav Kosh et Amnon Zlayet
- Montage : Einat Glaser-Zarhin
- Production : Doron Preiss
- Société de production : Amazing Grace Productions
- Pays :  Israël
- Genre : Drame
- Durée : 95 minutes
- Dates de sortie : 
  -  Israël : 1992

## Distribution
- Sharon Alexander : Thomas
- Aki Avni : Miki
- Dvora Bartonov
- Gal Hoyberger : Jonathan
- Rivka Michaeli :	la mère de Thomas